# Identité souveraine
Identité souveraine (en espagnol : Identidad Soberana ; abrégé IS) est un parti politique uruguayen fondé en 2022 et dirigé par Gustavo Salle (es).

## Histoire

### Contexte
Lors des élections internes uruguayennes de 2019 (es) et sans même avoir formé son propre parti, l'avocat pénaliste Gustavo Salle se présente en alliance avec le Parti animaliste vert (es) (PVA), en tant que pré-candidat à la présidence de la République. Il obtient 3 075 des voix et se qualifie pour les élections générales avec Ana Cordano, membre fondatrice du parti, en tant que colistière.
Après avoir remporté de 19 392 des voix aux élections générales, le Parti animaliste vert ne récoltent pas suffisamment de suffrages pour obtenir une représentation parlementaire amenant à la dissolution de l'alliance électorale entre Salle et le PVA.

### Fondation
Le 9 novembre 2022, un groupe de citoyens se présente devant la Cour électorale pour demander l'enregistrement d'Identité souveraine en tant que nouveau parti politique, dans le but de se présenter aux élections internes uruguayennes de 2024 (es).
Lors de ces élections préliminaires, le parti présente Gustavo Salle comme pré-candidat à la présidence de la République. Il obtient 4 739 des voix et se qualifie pour participer aux élections générales d'octobre, accompagné de la présidente du parti, María Canoniero, en colistière.

## Idéologie
Dans son programme de principes élaboré au début de l'année 20233, le parti se définit comme un « défenseur de la souveraineté nationale, de la forme démocratique et républicaine du gouvernement, ainsi que des idéaux Artiguistes (es), respectueux des libertés individuelles, son objectif fondamental étant la réalisation d'une qualité de vie digne et de la justice sociale pour tous les habitants de la nation ». Il appelle également à l'anti-impérialisme sous toutes ses formes et à la libre autodétermination des peuples.
Dans sa rhétorique habituelle, Identité souveraine et son dirigeant, Gustavo Salle, s'alignent par leurs déclarations sur la théorie du complot du « Nouvel ordre mondial », en adoptant des éléments typiques de ce discours conspirationniste, comme le fait de prétendre s'opposer à des figures telles que « les élitistes, les mondialistes et les oligarques », et de « utter contre l'agenda 2030 »,. De même, le parti adhère aux théories du complot concernant la pandémie de COVID-19. Avant même la fondation de l'Identité Souveraine. Gustavo Salle mène des marches contre les mesures adoptées pendant la pandémie, élevant le terme « plandémique » pour y faire référence et se positionner dans le mouvement « anti-vaccin »,,.

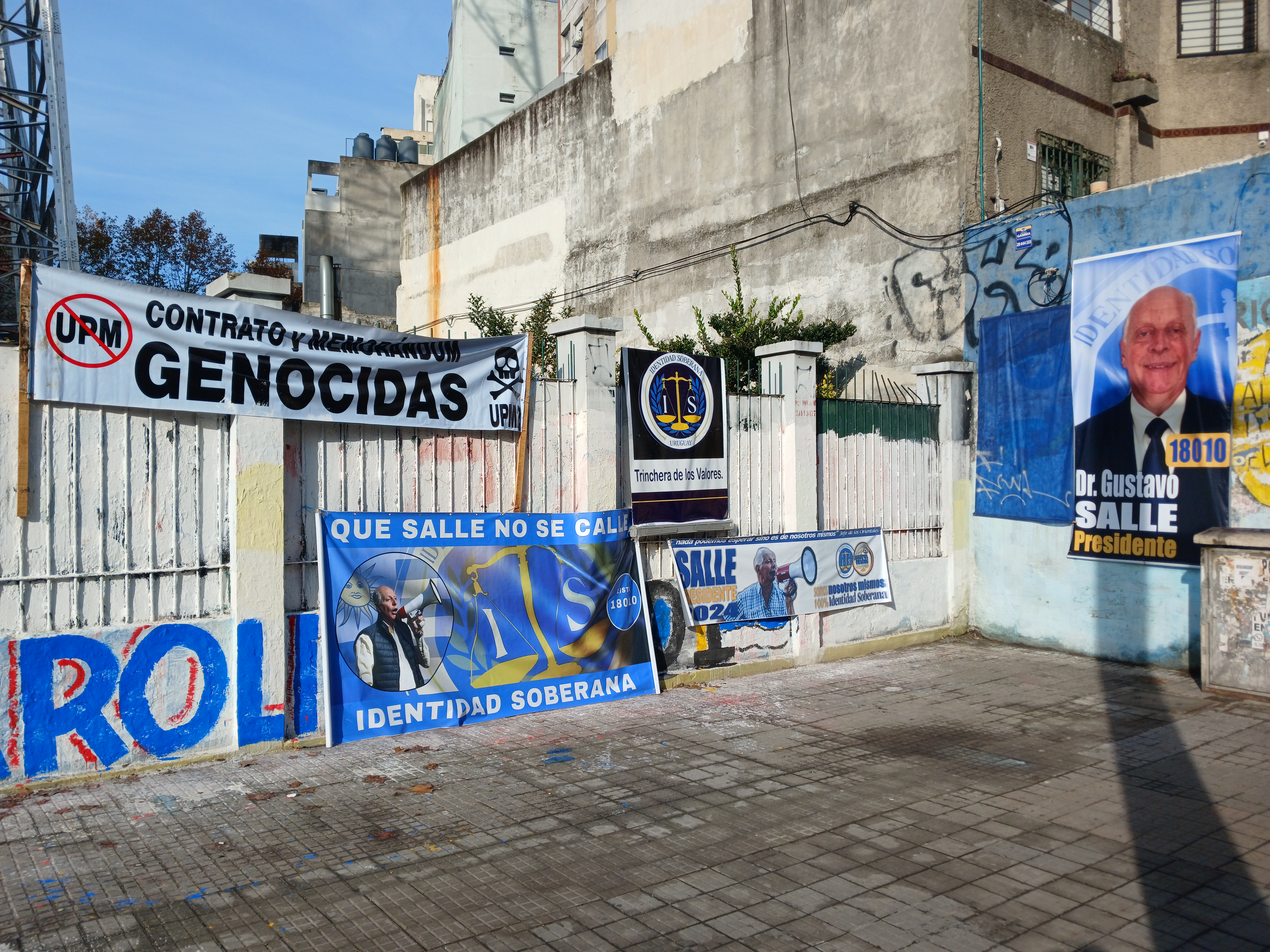
Propagande politique d'Identité souveraine devant un comité situé sur l'avenue du 18 juillet.

Son programme de principes vise également à atteindre une série d'objectifs en matière de défense inconditionnelle de la Constitution, du modèle national de production basé sur la production de biens et de services, de stimulation des secteurs de l'élevage et de l'agriculture par le biais de lois et de décrets qui augmenteront les bénéfices économiques pour la majorité de la population, sans favoriser les entreprises étrangères, et en soulignant l'importance de la transparence dans la gestion des finances publiques et dans les actions entreprises au niveau gouvernemental. En ce qui concerne les questions environnementales, il réaffirme son engagement en faveur de la défense de l'environnement, de la protection de l'eau potable, du contrôle strict de l'utilisation des pesticides, de la criminalisation de la maltraitance des animaux et de la protection de la faune et de la flore.
Il souligne également l'importance de la famille en tant que base de la société et de la république, préconisant sa promotion et sa défense par l'État, ainsi que l'abrogation de toutes les lois qui promeuvent la perspective de genre, les considérant comme inconstitutionnelles. En ce sens, il rejette fermement l'agenda 2030, considérant qu'il va à l'encontre des principes et valeurs traditionnels de la société10, et qu'il est en accord avec certains éléments circonscrits dans la soi-disant conspiration judéo-maçonnique-communiste-internationale,,.
Il se présente comme une alternative et une opposition farouche aux deux grands blocs politiques actuels en Uruguay — le Front large et la coalition multicolore —, qu'il accuse de former le « Parti Unique du Nouvel Ordre Mondial », tout en rejetant la validité de l'axe gauche-droite.

## Résultats électoraux

### Élections générales
| Année | Candidat colistier                 | Premier tour | Premier tour | Premier tour | Second tour | Second tour | Second tour | Sièges  | Sièges |
| Année | Candidat colistier                 | Voix         | %            | Rang         | Voix        | %           | Rang        | Chambre | Sénat  |
| ----- | ---------------------------------- | ------------ | ------------ | ------------ | ----------- | ----------- | ----------- | ------- | ------ |
| 2024  | Gustavo Salle (es) María Canoniero | 64 735       | 2,63         | 4e           |             |             |             | 2 / 99  | 0 / 30 |